# Anröchte
Anröchte est un village et une commune de l'arrondissement de Soest en Allemagne, en Rhénanie-du-Nord-Westphalie, environ 13 km au sud de Lippstadt et 15 km à l'est de Soest.
La ville est divisée en 10 districts:
- Anröchte (7 087 habitants)
- Altengeseke (901 habitants)
- Altenmellrich (370 habitants)
- Berge (715 habitants)
- Effeln (752 habitants)
- Klieve (381 habitants)
- Mellrich (767 habitants)
- Robringhausen (153 habitants)
- Uelde (330 habitants)
- Waltringhausen (102 habitants)

## Personnalités liées à la ville
- Gotthard Kettler (1517-1587), duc de Courlande né au château d'Eggeringhausen
- Hans Breider (1908-2000), œnologue né à Effeln